# Yada'il Bayyin III. (Hadramaut)
Yada'il Bayyin III. (altsüdarabisch ydʿʾl byn), Sohn des Ra'ab'il, war ein König des jemenitischen Reiches Hadramaut. Er regierte wohl in der Mitte des dritten nachchristlichen Jahrhunderts.
Yada'il Bayyin III. ist von einer einzigen, die Durchführung eines Rituals erwähnenden, königlichen Felsinschrift aus Al-'Uqla bekannt.